# Азаров, Азим Канатович
Азим Канатович Азаров (кирг. Азим Азаров; 20 сентября 1996) — киргизский футболист, полузащитник клуба «Дордой» и сборной Кыргызстана.

## Биография

### Клубная карьера
Начинал заниматься футболом в бишкекских детских командах «Алга» и «Сейтек», а с 2009 года — в системе «Дордоя».
На взрослом уровне начал выступать в 2012 году в первой лиге Кыргызстана за «Дордой-2». В 2013—2015 годах играл в высшей лиге за фарм-клуб «Дордоя» — «Ала-Тоо». С 2016 года играел за основную команду «Дордоя», в её составе становился чемпионом (2018), серебряным (2016) и бронзовым (2017) призёром чемпионата страны, трёхкратным обладателем Кубка Кыргызстана (2016, 2017, 2018). Выходил на поле в матчах Кубка АФК. В сезоне 2019 года играл за «Илбирс», а затем провёл два сезона за «Алгу», с которой завоёвывал серебряные и бронзовые медали чемпионата.

### Карьера в сборной
Выступал за сборные Кыргызстана младших возрастов. В составе олимпийской сборной — участник Азиатских игр 2018 года, на турнире сыграл 2 матча.
В конце 2010-х годов вызывался в расширенный состав национальной сборной Кыргызстана, но тогда не играл за неё. Дебютный матч за сборную сыграл 2 сентября 2021 года против Палестины и в этой же игре забил свой первый гол, принеся своей команде победу 1:0.